# Pietro Castrucci
Pietro Castrucci (Roma, 1679 - Dublín (Irlanda) 7 de març de 1752) va ser un violinista i compositor italià del segle xviii.
Fou alumne de Corelli i fou un dels concertistes més notables de la seva època, tant que el 1715 Händel li oferí la direcció de l'orquestra del seu teatre de Londres i per a Castrucci va escriure diversos solos per a violí.
També fou un distingit compositor, devent-se-li nombroses sonates per a violí i 12 Concerti grossi per al mateix instrument.